# Robert Lamm (botaniker)
Robert Ludvig Lamm, född 16 september 1905 i Roslags-Näsby, Täby församling, död 24 april 1989 i Lunds domkyrkoförsamling, var en svensk hortonom och växtgenetiker. Han var son till civilingenjör Carl Robert Lamm och far till kemisten Bo Lamm.
Lamm avlade 1928 agronomexamen och disputerade 1944 vid Lunds universitet på avhandlingen Cytogenetic Studies in Solanum sect. Tuberarium. Han blev 1938 statshortonom vid Statens trädgårdsförsök och var från 1963 professor i köksväxtodling vid Lantbrukshögskolan i Alnarp. Han invaldes 1951 som ledamot av Lantbruksakademien och blev 1958 ledamot av Kungliga Fysiografiska Sällskapet i Lund. Lamm är gravsatt i minneslunden på Fredentorps begravningsplats.